# Estación de Vinaroz
Vinaroz (en valenciano y según Adif, Vinaròs) es una estación ferroviaria situada en el municipio español de Vinaroz en la provincia de Castellón, Comunidad Valenciana. Dispone de servicios de Cercanías, Media y Larga Distancia operados por Renfe.

## Situación ferroviaria
La estación se encuentra en el punto kilométrico 146,8 de la línea férrea de ancho ibérico que une Valencia con San Vicente de Calders a 20,50 metros de altitud

## Historia

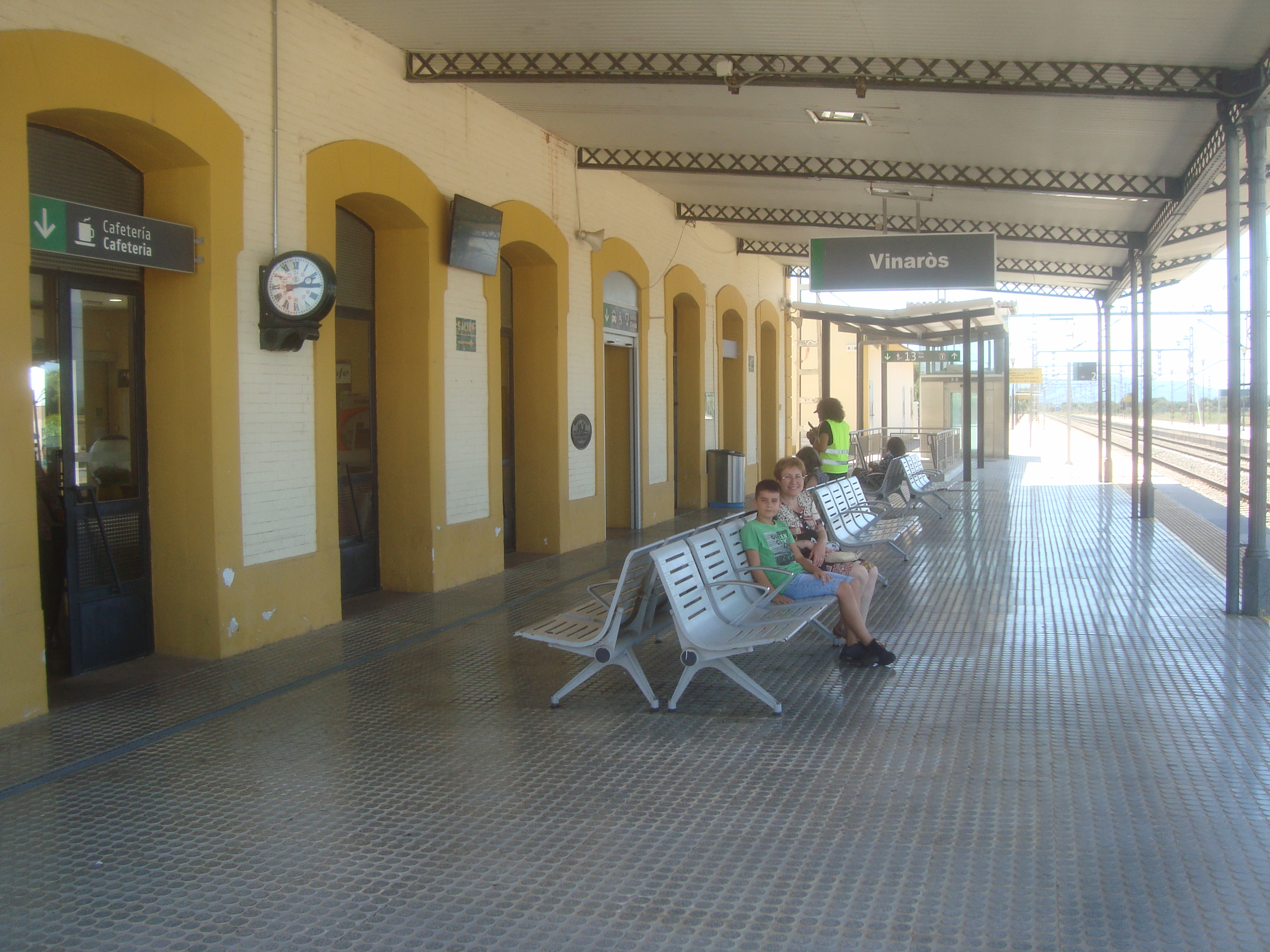
Andenes

La estación fue inaugurada el 12 de marzo de 1865 con la apertura del tramo Benicásim-Ulldecona de la línea que pretendía unir Valencia con Tarragona. Las obras corrieron a cargo de la Sociedad de los Ferrocarriles de Almansa a Valencia y Tarragona o AVT que previamente y bajo otros nombres había logrado unir Valencia con Almansa. En 1889, la muerte de José Campo Pérez principal impulsor de la compañía abocó la misma a una fusión con Norte. En 1941, tras la nacionalización del ferrocarril en España la estación pasó a ser gestionada por la recién creada RENFE. 
Desde el 31 de diciembre de 2004 Renfe Operadora explota la línea mientras que Adif es la titular de las instalaciones ferroviarias.

## Servicios ferroviarios

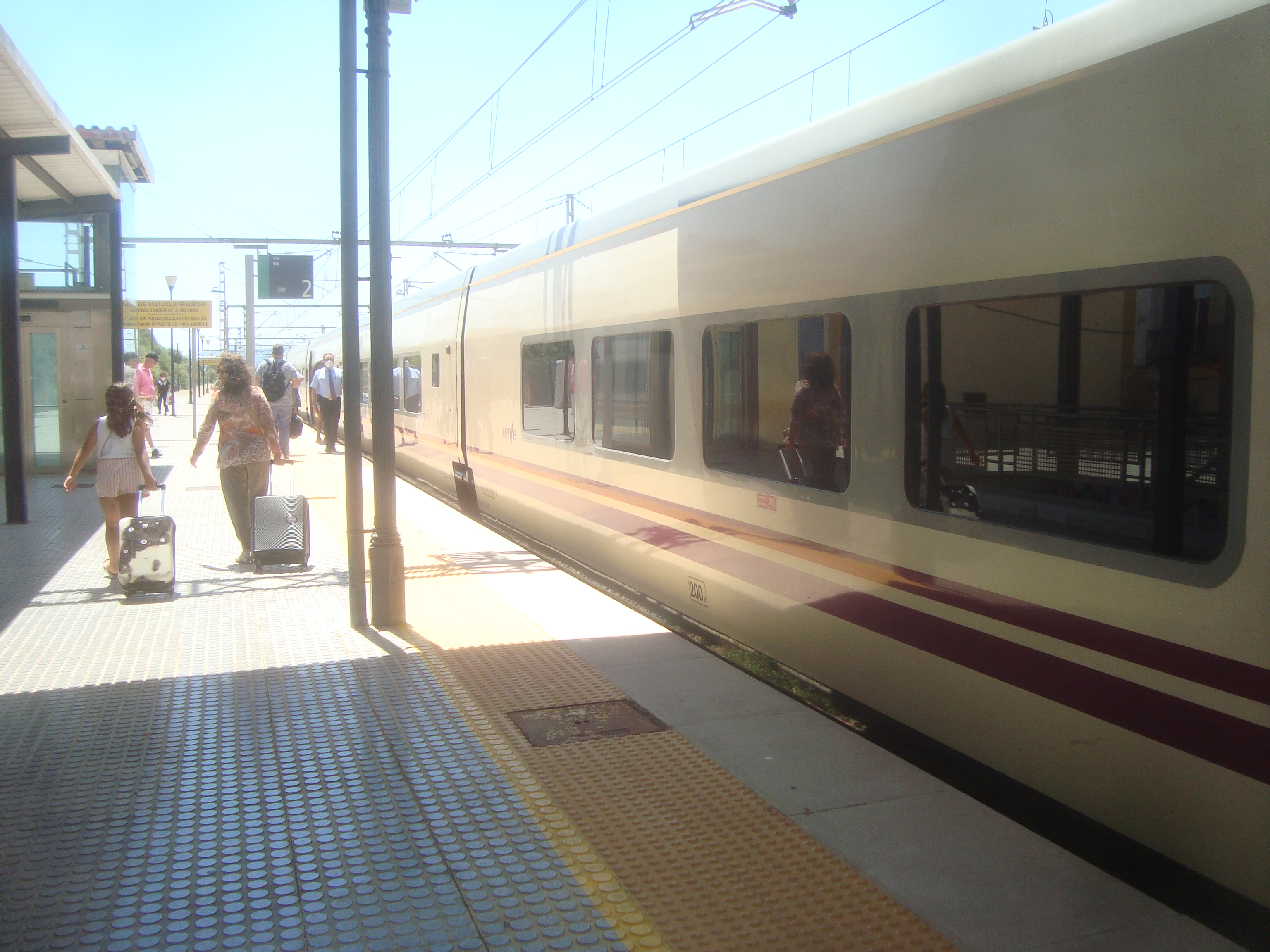
Intercity Renfe, tren de larga distancia, parado en la estación de Vinaroz

### Larga Distancia
Los trenes de Larga Distancia con parada en la estación tienen como principales destinos Madrid, Barcelona, Valencia, Andalucía y la Región de Murcia.

### Media Distancia

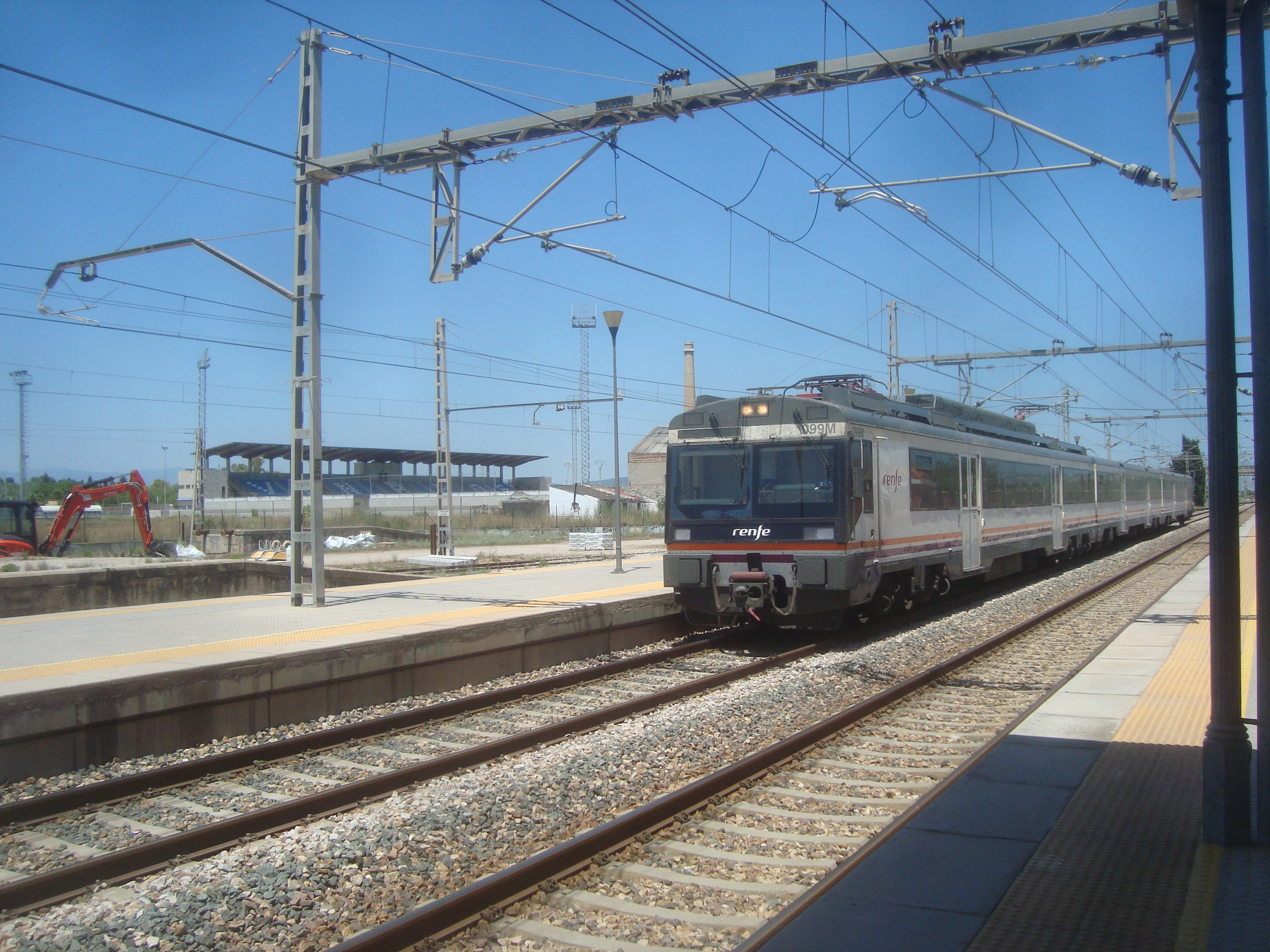
Tren de media distancia llegando a la estación de Vinaroz

La línea 50 de los servicios de Media Distancia de Renfe une Vinaroz con Valencia, Barcelona, Tarragona y Tortosa.

### Cercanías
Forma parte de la línea ER02, que en la práctica funciona como una prolongación de la línea C-6 de Cercanías Valencia desde el 12 de noviembre de 2018.
En esta estación se detienen 12 trenes por día de lunes a viernes y 9 fin de semanas y festivos entre Valencia Norte y Vinaroz. De ellos, cuatro trenes son servicio compartido con Regional-Exprés con destino final u origen en  Tortosa o Barcelona-Estación de Francia, por lo que no paran en todas las estaciones de recorrido.
| procedencia/destino                        | < estación          | Línea |
| ------------------------------------------ | ------------------- | ----- |
| Castellón de la Plana hasta Valencia-Norte | Benicarló-Peñíscola |       |